# Železniční trať Salta–Antofagasta

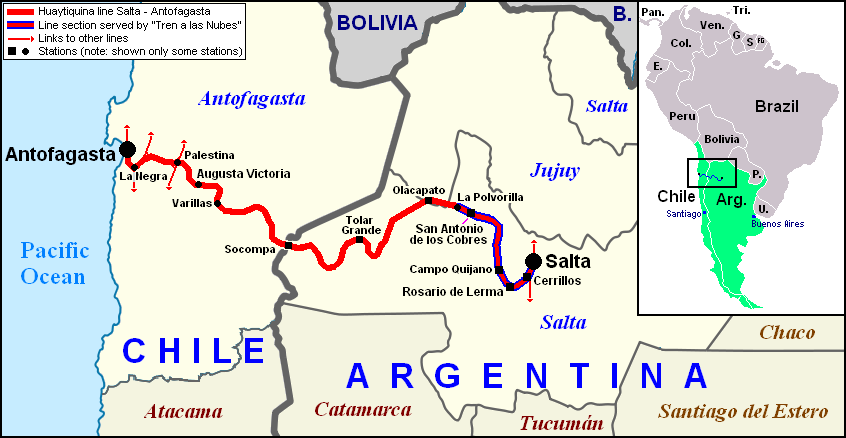
Železničí trať Salta-Antofagasta

Železniční trať Salta – Antofagasta spojuje město Salta v argentinské provincii Salta (1187 m n. m.) a město Antofagasta (119 m n. m.) v severní části Chile u Tichého oceánu.
V Argentině trať vede několika solnými pouštěmi, např. Salar de Cauchari, Salar Pocitos a Salar de Arizaro. Solné pouště na území Chile jsou součástí pouště Atacama.
V Chile přejíždí vlak solnou poušť Salar Punta Negra a vede také v blízkosti povrchových dolů na měděnou rudu.
Trať vede vysoko v oblacích přes 29 mostů, 21 tunelů, 13 viaduktů, dvě zpětné smyčky a dvěma úvratěmi. Je na ní celkem 21 stanic.

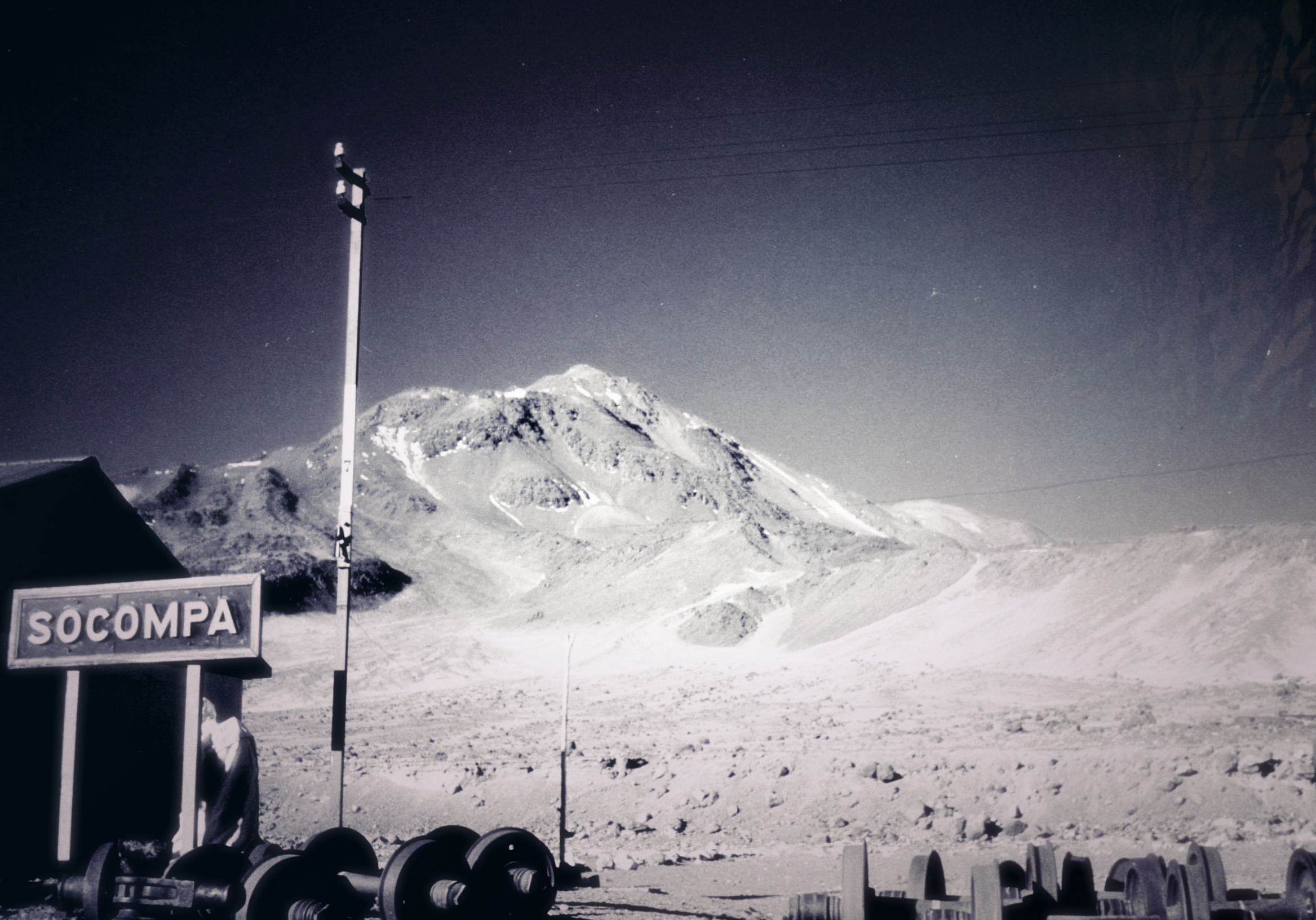
Stanice Socompa se sopkou Socompa v pozadí

## Výstavba trati

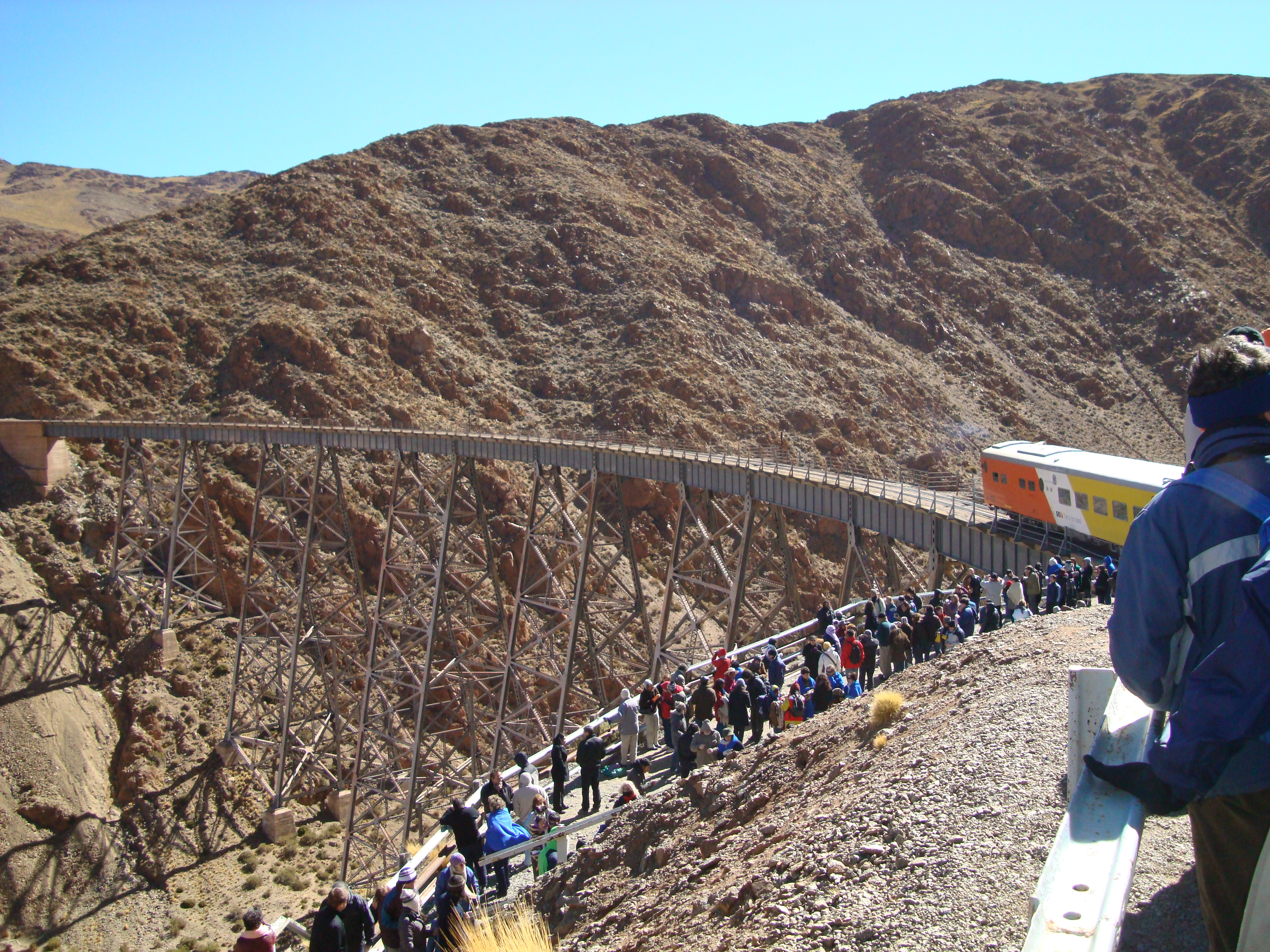
Viadukt La Polvorilla – 4220 m n. m.

Argentinská část trasy je asi 570 km dlouhá a přechází hranice do Chile průsmykem Socompa (3858 m n. m.). Ten se nachází na úpatí sopky Socompa, jejíž nadmořská výška je 6031 metrů.
Chilská část trati je dlouhá asi 370 km. V Argentině má tato trať mezi městem Guemes a průsmykem Socompa označení Ramal C-14.
Železniční trať s rozchodem 1000 mm byla naplánována a postavena americkým inženýrem Ricardo Fontaine Maury. Stavba začala v roce 1921.
Viadukt La Polvorilla, který je na trati nejvýše položen (4220 m n. m.), byl dokončen až v listopadu 1932.
Celá železniční trať ale byla slavnostně otevřena až koncem února 1948.

## Využití trati
Trať byla původně postavena pro nákladní přepravu především ledku, ale i dalších surovin, které se v oblasti těží. V současnosti se zde jednou týdně vlakem přepravuje zemní plyn z Argentiny do Chile.
Teprve po roce 1970 začala na trati doprava pasažérů, ale jen příležitostně. Později, od roku 1981, jednou týdně jezdil osobní vlak se spacími a lehátkovými vozy mezi Saltou a Antofagastou.
V současnosti na této trati v Argentině, v období od listopadu do března, jezdí pravidelně jednou týdně zvláštní turistický vlak. Ten vyjíždí z nádraží ve městě Salta (1187 m n. m.) a končí u viaduktu La Polvorilla (4220 m n. m.). Po krátké zastávce se vlak opět vrací zpět. Název tohoto vlaku je Tren a las Nubes – česky Vlak do oblak.